# Obi (ö)
Obi är huvudön i ögruppen med samma namn i Indonesien. Den ligger i provinsen Maluku Utara, i den östra delen av landet. Arean är 2 542 kvadratkilometer.
Terrängen på Obi är lite bergig. Öns högsta punkt är 1 561 meter över havet.